# Bartramia ithyphylla
Bartramia ithyphylla là một loài rêu trong họ Bartramiaceae. Loài này được Brid. mô tả khoa học đầu tiên năm 1803.

## Hình ảnh

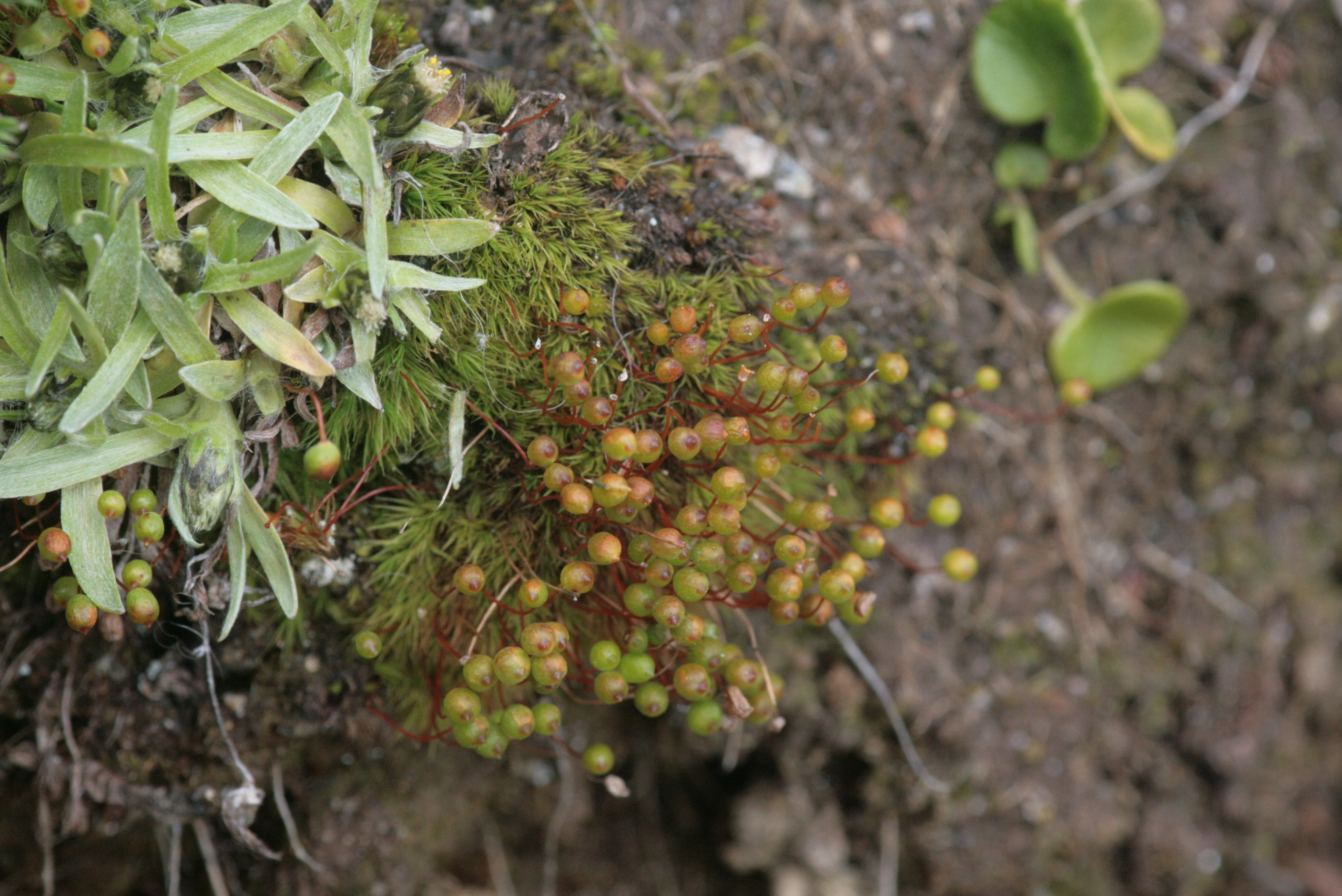
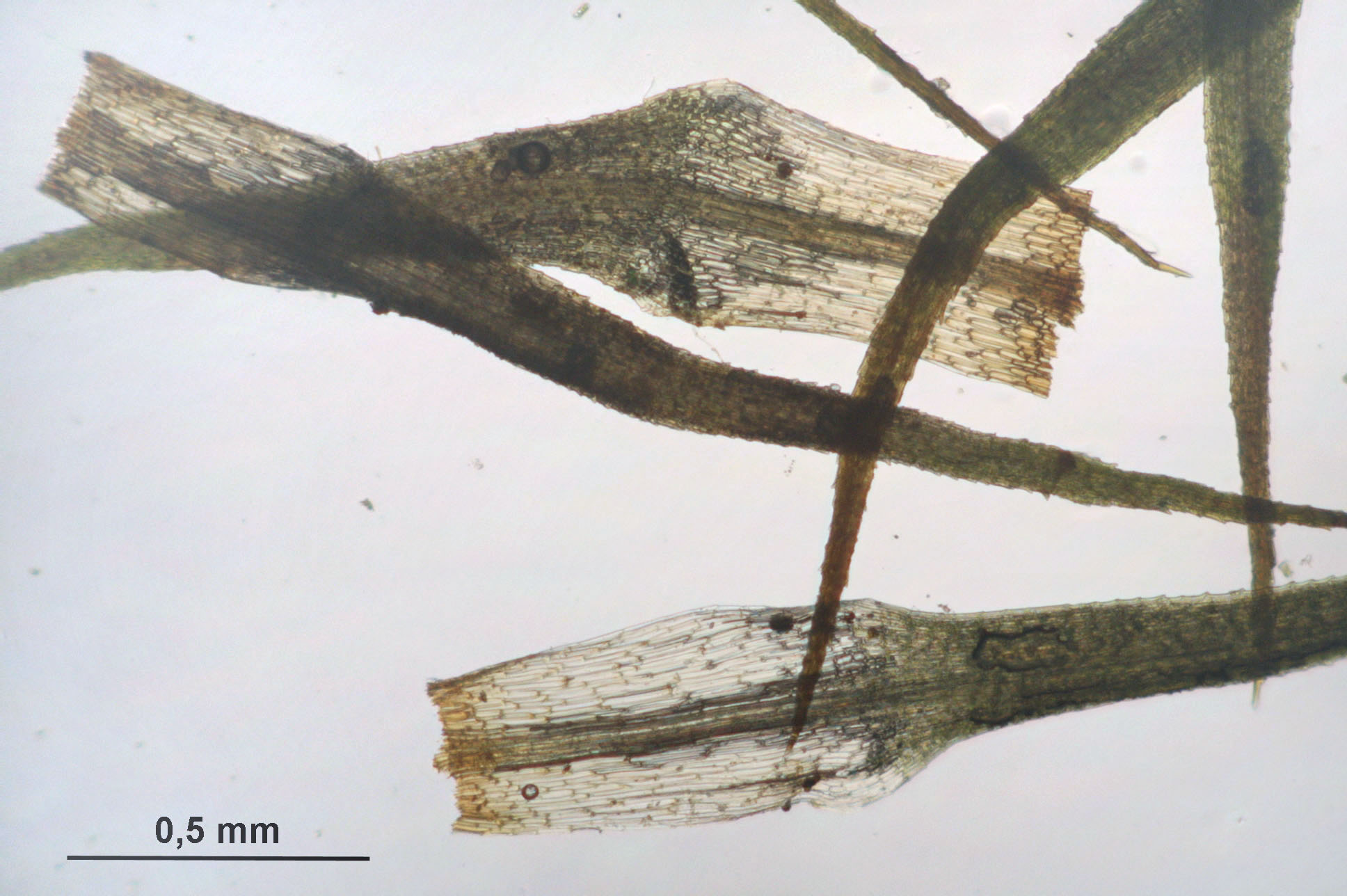
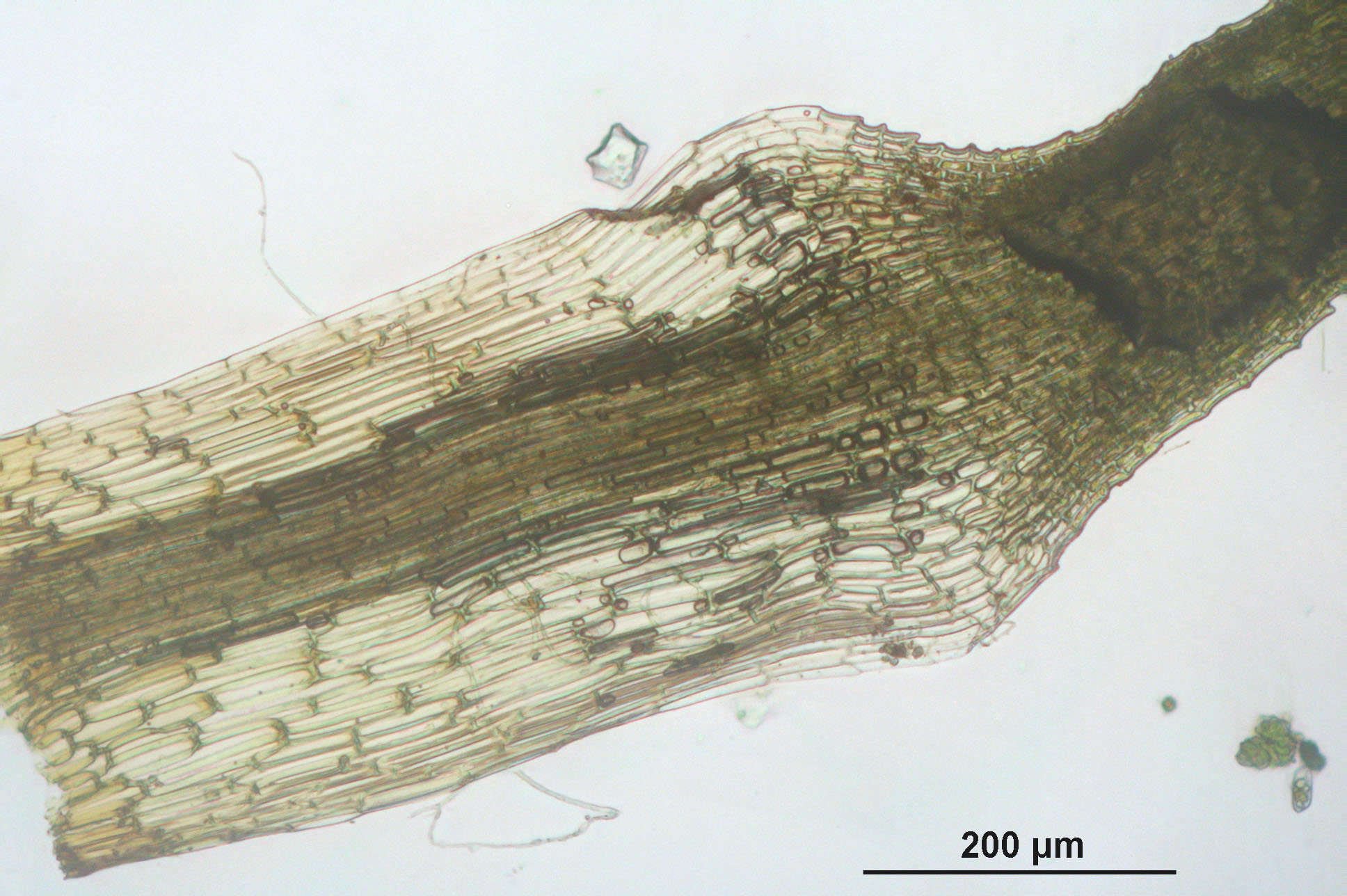
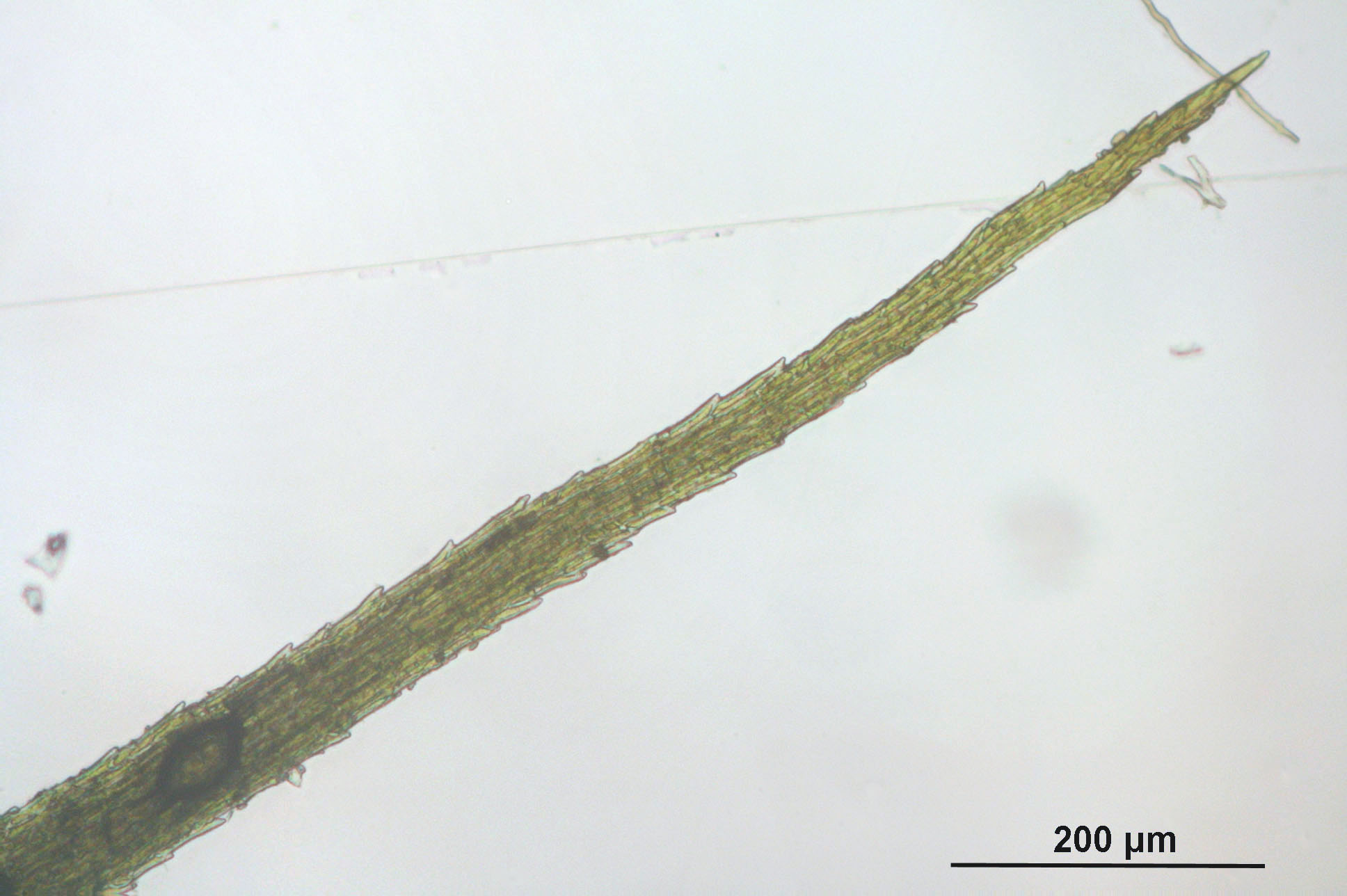